# Phaonia brevispina
Phaonia brevispina är en tvåvingeart som beskrevs av Malloch 1923. Phaonia brevispina ingår i släktet Phaonia och familjen husflugor. Inga underarter finns listade i Catalogue of Life.